# Chlorophytum warneckei
Chlorophytum warneckei är en sparrisväxtart som först beskrevs av Adolf Engler, och fick sitt nu gällande namn av Wessel Marais och Jacqueline Reilly. Chlorophytum warneckei ingår i släktet ampelliljor, och familjen sparrisväxter. Inga underarter finns listade i Catalogue of Life.